# Friedrich Christian Ludwig Tripplin

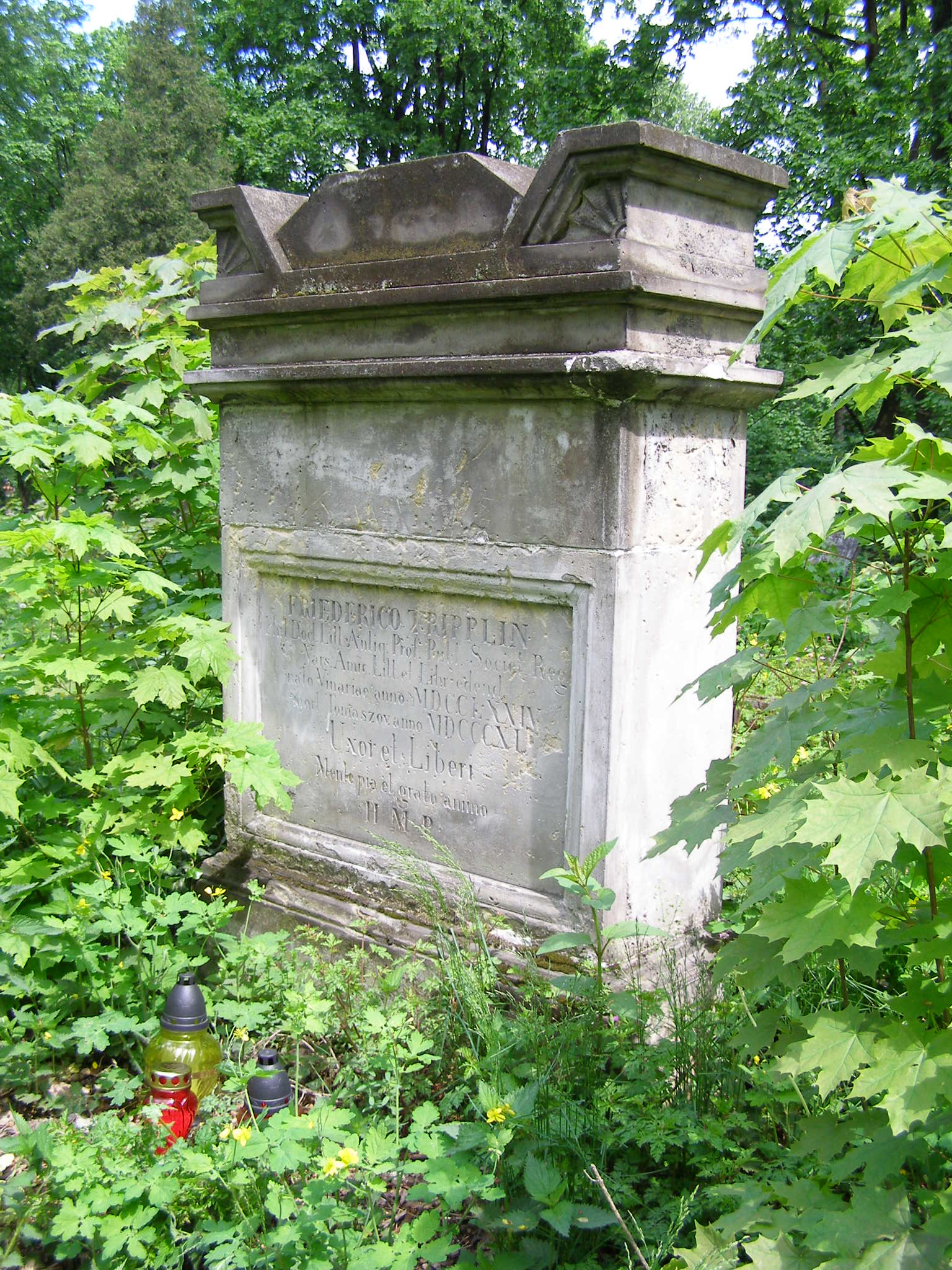
Nagrobek Friedricha Tripplina na cmentarzu ewangelicko-augsburskim w Tomaszowie Mazowieckim

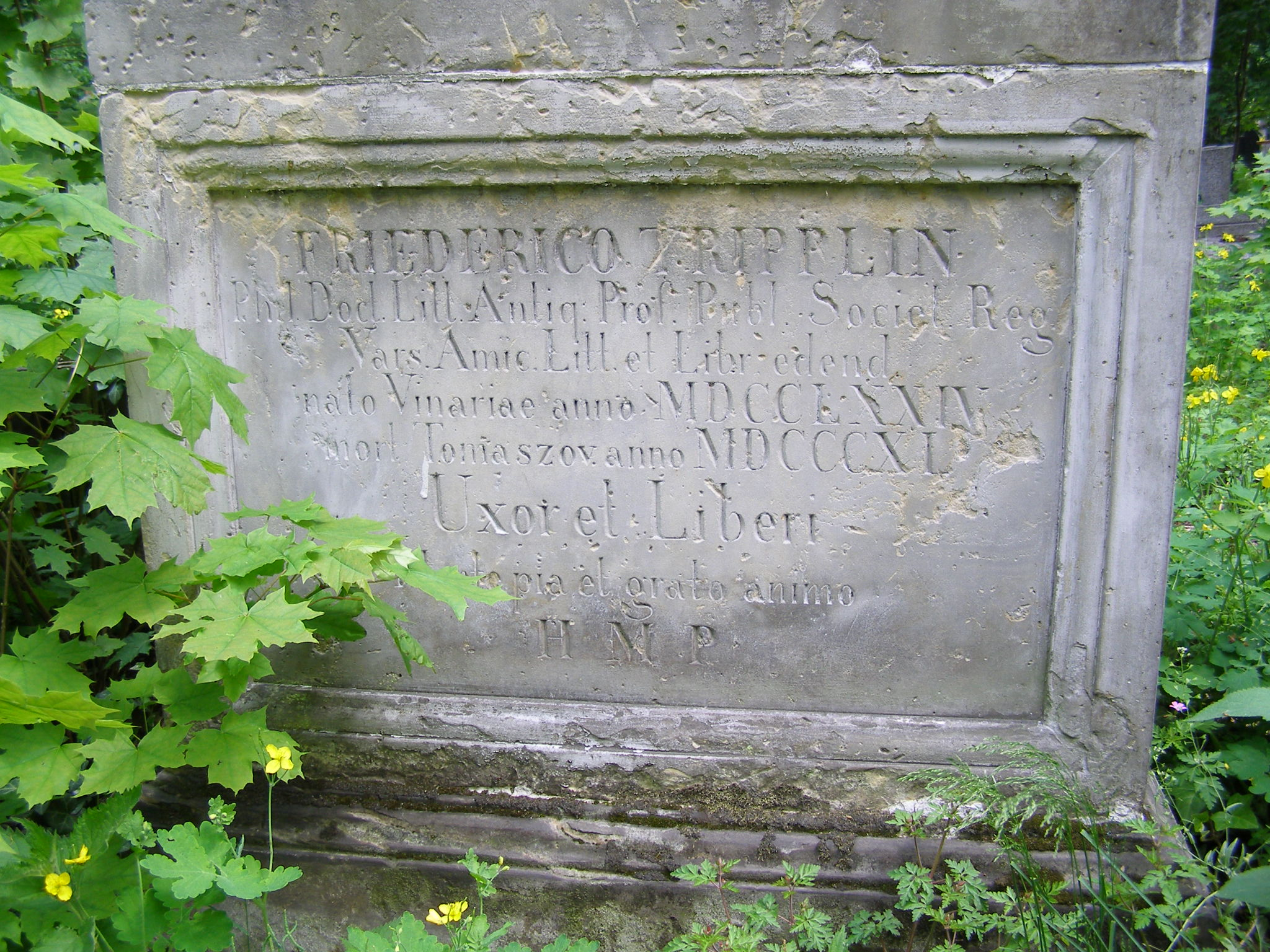
Epitafium łacińskie na tablicy funeralnej Friedricha Tripplina

Friedrich Christian Ludwig Tripplin (ur. 18 stycznia 1774 w Weimarze, zm. 26 sierpnia 1840 w Tomaszowie Mazowieckim) – filolog klasyczny, profesor szkół średnich, bibliotekarz, oficer wojsk napoleońskich. 

## Pochodzenie, rodzina
Urodził się w szlacheckiej rodzinie hugenockiej, która po zniesieniu edyktu nantejskiego (1685) opuściła tereny Francji (okolice Besançon) i osiedliła się w Saksonii. Był synem Friedricha Christiana Tripplina (1714-1780), sekretarza dworu weimarskiego, bibliotekarza, archiwisty, i Karoliny z Neubertów.
Był kalwinem z przekonania. Poślubił arystokratkę szwedzką Fryderykę Juliannę Wilhelminę baronównę Horn (1787-1862). Pozostawił dwóch synów Teodora Teuttolda Stilichona (1812-1881), Ludwika Tasillona (1814-1864) i córkę Klotyldę Tusneldę (ur. 1819 w Kaliszu). 

## Edukacja
Nauki pobierał w rodzinnym Weimarze. W latach 1793–1796 odbył studia w Jenie na tamtejszym uniwersytecie. Otrzymał tytuł doktora filozofii. Był uczniem wybitnych uczonych i myślicieli Fichtego i Schillera. W okresie studiów zaprzyjaźnił się z Schillerem i Wolfgangiem Goethem. Zachowała się korespondencja Tripplina z Goethem. 

## Praca nauczycielska
Od 1797 był nauczycielem w pruskiej Szkole Kadetów w Kaliszu. Podczas wojen napoleońskich był powołany do armii pruskiej. Po bitwie pod Jeną wstąpił do wojsk napoleońskich w stopniu oficera. Po utworzeniu Księstwa Warszawskiego (1815) został zdemobilizowany. Pracował w Szkole Wojewódzkiej Kaliskiej, w której uczył greki i łaciny, a także wykonywał obowiązki bibliotekarza. Sporządził katalog zbiorów jezuickich, przekazanych szkole po kasacji zakonu.  
W 1827 przeniósł się do Szkoły Wojewódzkiej w Pińczowie. W 1831 był desygnowany na dyrektora tej szkoły. 
Po przejściu na emeryturę mieszkał krótko w Żdżarach (pow. rawski), a od kwietnia 1838 w Tomaszowie Mazowieckim. Tu zmarł na "puchlinę wodną". 

## Publikacje naukowe
Tripplin był członkiem Towarzystwa Warszawskiego (Królewskiego) Przyjaciół Nauk. Opublikował po łacinie szereg prac naukowych, m.in. 
- Fasciculi annotationum in Aeneida specimen, dissertationem de Penatibus et Magnis Diis Virgilii exhibens, "Program szkoły wojewódzkiej kaliskiej" 4, 1820, s. 7–45.
- De Lare Pergameno, qui et Lar Assaraci dicitur, "Program szkoły wojewódzkiej kaliskiej" 5, 1821, s. 9–48.

## Literatura
- M. Kwiatkowska, Tripplin Fryderyk, [w:] Słownik pracowników książki polskiej, suplement II, red. Hanna Tadeusiewicz, Warszawa 2000, s. 165.
- Krzysztof Tomasz Witczak, Śladami tomaszowskich filologów klasycznych: Fryderyk Chrystian Ludwik Tripplin (1774 –1840), „Meander” 62(3-4), 2007, s. 329–343.
- Krzysztof Tomasz Witczak, Tripplin Fryderyk Chrystian Ludwik (1774-1840), TSB, zesz. 7 (2012), s. 19-22 (bibl.).